# Shackletons shelfis

Lägeskarta över Shackletons shelfis.

Områdeskarta.

Shackletons shelfis (engelska: Shackleton Ice Shelf) är ett shelfisområde i östra Antarktis. Området är den sjunde största shelfisen i Antarktis.

## Geografi
Shackletons shelfis ligger i Östantarktis direkt vid Antarktiska oceanen längs Knox Coast i Queen Mary Land. Området har en sammanlagd yta på cirka 33 820 km² med en längd på cirka 385 km och cirka 170 km bred. Shelfisen sträcker sig mellan cirka 64° 00' S till 67° 00' S och 95° 00' Ö till 105° 00' Ö.
Området matas på med is av bland annat Scottglaciären Denmanglaciären, Northcliffeglaciären och Roscoeglaciären,

## Historia
Shelfisen siktades redan i februari 1840 av United States Exploring Expedition under ledning av Charles Wilkes.
Området utforskades av den första Australiska Antarktisexpeditionen åren 1911–1914 under ledning av Douglas Mawson. Området namngavs då efter Ernest Shackleton.
Delar av området kartlades från luften även åren 1946–1947 under Operation Highjump under ledning av USA:s flotta. Utifrån dessa bilder kunde man 1955 upprätta en karta över området.
1953 fastställdes det nuvarande namnet av amerikanska "Advisory Committee on Antarctic Names" (US-ACAN, en enhet inom United States Geological Survey).
1956 utforskades området ytterligare av en sovjetisk expedition.